# ラポッラ
ラポッラ（イタリア語: Rapolla）は、イタリア共和国バジリカータ州ポテンツァ県にある、人口約4,400人の基礎自治体（コムーネ）。

## 地理

### 位置・広がり

#### 隣接コムーネ
隣接するコムーネは以下の通り。
- バリーレ
- ラヴェッロ
- メルフィ
- リオネーロ・イン・ヴルトゥレ
- ヴェノーザ